# 17280 Шеллі
17280 Шеллі (17280 Shelly) — астероїд головного поясу, відкритий 6 червня 2000 року.
Тіссеранів параметр щодо Юпітера — 3,660.